# Hord
En hord, av ordon (en mobil mongolisk byggnad), är ett västerländskt begrepp för en klan av eurasiska nomader, särskilt mongoler. Se även Vita horden och Gyllene horden.
Begreppet har senare använts i fantasy, bland annat i Warcraft.